# Witowąż
Witowąż – wieś w Polsce położona w województwie kujawsko-pomorskim, w powiecie toruńskim, w gminie Czernikowo.
W latach 1975–1998 miejscowość administracyjnie należała do województwa włocławskiego. Według Narodowego Spisu Powszechnego (III 2011 r.) liczyła 258 mieszkańców. Jest dwunastą co do wielkości miejscowością gminy Czernikowo.
W Witowężu urodził się Antoni Anusiak (ur. 1889, zm. po roku 1939), poseł na Sejm I kadencji.